# Sapintus cruciellus
Sapintus cruciellus là một loài bọ cánh cứng trong họ Anthicidae. Loài này được Marseul miêu tả khoa học năm 1882.